# John Kitzhaber
John Albert Kitzhaber (Colfax, 5 marzo 1947) è un politico e medico statunitense, governatore dell'Oregon dal 1995 al 2003 e nuovamente dal 2011 al 2015, primo ed unico ad occupare quest'incarico per quattro mandati.
Durante il suo mandato si è segnalato per aver decretato la moratoria della pena di morte in Oregon: essendo fortemente contrario non ha autorizzato nessuna esecuzione (tranne due tra il 1995 e il 1997), bloccando di fatto l'uso della massima sanzione.